# Less Than the Dust
Less Than the Dust è un film muto del 1916 diretto da John Emerson.

## Trama
In India, la giovane Radha diventa amica del capitano Raymond Townsend ma ben presto lui deve lasciare il paese per ritornare in patria dove dovrà prendersi cura della tenuta lasciatagli in eredità da uno zio. Radha, intanto viene a scoprire la verità sulla sua nascita da Ramlan, l'uomo che l'ha allevata. Ramlan le rivela che suo padre era un militare britannico, il capitano Brooke, morto di overdose. Sua madre, troppo povera e in difficoltà, aveva affidato la bambina a lui che ora, dopo aver partecipato a dei moti anti-inglesi, viene arrestato. Radha decide di partire per l'Inghilterra, dove reclama l'eredità che le spetta. Scopre così che suo nonno non era altri che lo zio di Raymond: il capitano è felice di sapere che la sua amica indiana è una donna bianca e, dopo aver diviso la tenuta con lei, le chiede di sposarlo.

## Produzione
Il film fu prodotto dalla Mary Pickford Company.
Il film è stato apparentemente ispirato alla poesia e alla canzone omonime di Violet Nicolson.

## Distribuzione
Distribuito dalla Artcraft Pictures Corporation, il film uscì nelle sale cinematografiche USA il 5 novembre 1916.
Copie della pellicola sono conservate negli archivi della Library of Congress, in quelli dell'International Museum of Photography and Film at George Eastman House, dell'UCLA Film and Television Archive e nella collezione del Mary Pickford Institute for Film Education.